# Дьяченко, Пётр Ефимович
Пётр Ефимович Дьяченко (1902—1966) — советский учёный в области машиностроения, доктор технических наук, профессор, лауреат Сталинской премии второй степени.

## Биография
В 1-й половине 1920-х годов работал стрелочником на железнодорожной станции в Красноярске.
В 1930 году окончил механический факультет Сибирского технологического института. Некоторое время работал на заводе Сибкомбайн (Сибмаш), затем — в ЦНИИ авиационного моторостроения, руководитель группы.
В 1940—1960-х годах в Институте машиноведения (ИМАШ) Академии наук СССР: старший научный сотрудник, зав. лабораторией.
Профессор. В 1946 году защитил докторскую диссертацию:
Сфера научных интересов — трибология, микрогеометрия поверхности деталей, применение изотопов в машиностроении.
Похоронен на Новодевичьем кладбище (колумбарий, секция 128).

## Признание
- Сталинская премия второй степени (1950; персональная) — за разработку основных характеристик оптимального качества поверхностей режущего инструмента и обработанных деталей.